# Товчівка
Товчівка — річка в Україні у Львівському районі Львівської області. Права притока річки Давидівки (басейн Дністра).

## Опис
Довжина річки приблизно 6,20 км, найкоротша відстань між витоком і гирлом — 5,62  км, коефіцієнт звивистості річки — 1,10 . Формується декількома безіменними струмками.

## Розташування
Бере початок у селі Товщів. Тече переважно на південний схід через південну околицю села Будьків і впадає у річку Давидівку, праву притоку річки Лугу.

## Цікаві факти
- На річці існує декілька газових свердловаин[4] та заповідне урочище місцевого значення України Модринове насадження[3].